# 알프레트 아들러
알프레트 아들러(독일어: Alfred Adler, 독일어 발음: [ˈalfʁeːt ˈʔaːdlɐ], 1870년 2월 7일~1937년 5월 28일)는 오스트리아의 의사, 심리치료사이다. 빈에서 태어난 유대계 오스트리아인으로 개인심리학의 창시자이다. 대한민국에서는 이름 'Alfred'를 로마자 그대로 읽은 알프레드 아들러로도 알려져 있다.
프로이트의 심리학에 심취하여 교류하였으나 학설 상의 이견을 보여 결별하고 독자노선을 걸었다. 열등감이라는 용어를 처음으로 도입하여 인간의 행동과 발달을 결정하는 것은 무의식중에 열등감, 무력감과 이를 보상 또는 극복하려는 의지, 즉 열등감에 대한 보상욕구나 작용이라고 주장했다.

## 경력
빈 대학교 의학부를 졸업한 후, 러시아의 혁명가인 트로츠키의 친구인 러시아 여성과 결혼하여 친구 중에는 사회주의자가 많았고 그 자신도 사회주의자였다. 프로이트의 강연에 매혹되어 문하로 들어갔으나 프로이트의 범성욕설을 받아들이기 어려워 분파하여 사회 감정을 중요시하게 되었다. 아들러에 의하면 어떠한 형태의 사회도피 이든 모두 불건강의 징후이다. 병약한데다, 2남이고, 형과 사이가 나빴던 데에서 출생 순위와 성격의 관계에 주목하던 중에 열등감을 특히 중요시하게 되었다.
곧 인간은 누구나 여러 가지 원인으로 열등감을 느끼고 있으며,이를 보상하려고 노력하는 과정에서 그 사람의 생활양식이 형성되어가므로, 만일 보상될 수 없는 열등감이나 과도하게 보상된 열등감이 있으면 인격의 왜곡이 생긴다고 생각하여 이를 바로잡기 위한 재교육이 중요하다고 하였다. 그 때문에 정신분석에 관심을 가지면서도 성욕주의를 혐오하는 교육자·사회사업가·종교가 등에게서 환영받았다. 그의 심리학을 ‘개인심리학’이라 하며 신 프로이트파 또는 상담이론에 많은 영향을 주었다.
나치가 크게 득세하여 그의 유럽에서의 운신의 폭이 몹시 제한되자, 1934년에는 미국으로 이주했다. 1937년 5월, 강연 차 스코틀랜드의 애버딘 대학교를 3주일 예정으로 찾았었는데 강연 뒤 심근경색으로 길거리에서 돌연사했다. 주저는〈개인심리학의 실제와 이론〉이다.

## 아들러가 중시한 것
아들러는 일관성 있는 사회에 속한 실제로서의 개인을 중요시했다. 이전 프로이트의 환원론적 인간관을 반대하며, 인간을 더는 분류하거나 분리할 수 없는 완전한 통합체로 보았다. 아들러는 인간은 완성을 역동적으로 추구하는 개인이라고 생각했고, 개인이 어떻게 세상을 바라보느냐에 초점을 두었다. 아들러는 상담 과정에서 내담자의 문제는 인생 초기에 형성한 생활양식에 의해 크게 영향을 받는다는 결과를 얻었다. 또, 이런 결론도 얻었다. 내담자는 자신이 가진 긍정적 자질을 개발할 수 있다는 것, 뚜렷한 목적의식과 노력으로써 자신을 변화시킬 수 있다는 것이다. 아들러는 열등감을 긍정적으로 바라보는 데 있어서 특히 중점을 두었다.

## 융이 바라본 프로이트와 아들러의 심리학
프로이트 심리학에서 주요한 언급은 원심적 경향, 즉 대상으로 향하는 쾌락을 위한 노력인 반면, 아들러에 있어서 그것은 "상위에 있고", 그의 힘을 보호하며, 압도적인 존재의 힘에 대항하여 자신을 방어하기 위해 애쓰는 구심성의 노력이다. 프로이트가 묘사하는 유형이 의존하는 방편은 삶의 고달픔에 대한 보상적 반응으로서 주관적 환상의 유아적 전이를 대상으로 하는 것이다. 아들러가 묘사하는 유형의 특징적인 의존성은 반대로 '안정', '남성형 시위', '가이드 픽션'의 완강한 강화다. 두 유형 모두 똑같이 공평하게 다루어질 수 있는 심리학의 영역을 개척하는 어려운 과제는 장래로 유보해야겠다. (심리유형연구기고문 1913-뮌헨 국제정신분석학회, 심리유형 CW6 APPENDIX: FOUR PAPERS ON PSYCHOLOGICAL TYPOLOGY 1- A CONTRIBUTION TO THE STUDY OF PSYCHOLOGICAL TYPES,칼 융)
한편 카를 융은 이러한 맥락에서 아들러가 심리적 분석에서 독특하게 사용한 '배열'(arrangement)이라는 전문용어를 주요하게 언급하곤 하였다.

## 저서
- 알프레트 아들러; 건강한 인간의 긍정적 노래와 도전을 위한 용기 (김문성 옮김, 스타북스, 2020년)
- 인간이해 (라영균 옮김, 일빛, 2009년)
- 삶이 흔들릴 때 아들러 심리학 (유진상 옮김, 스타북스, 2024년)

## 같이 보기
- 개인심리학
- 열등감
- 메시아 콤플렉스
- 착한아이 콤플렉스
- 목적론